# The Game (Netzkultur)

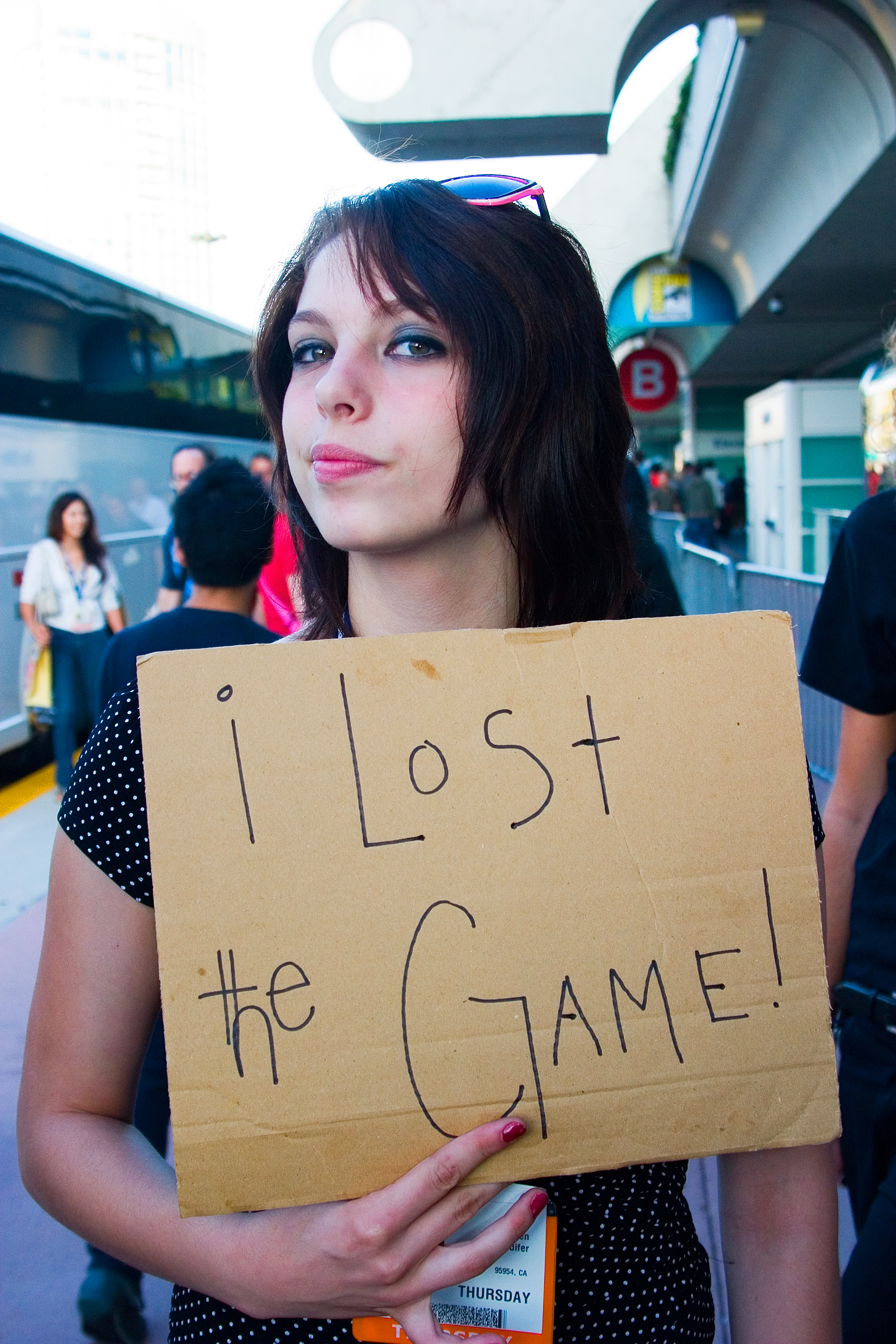
Spielerin gibt zu, dass sie Das Spiel verloren hat.

The Game (deutsch: das Spiel) ist ein Running Gag und Internet-Phänomen um ein Spiel, dessen einziges Ziel es ist, das Spiel zu vergessen. The Game ist damit kein eigentliches Spiel, das aktiv gespielt werden kann. Die „Spieler“ verbreiten vielmehr Anspielungen darauf, insbesondere die Mitteilung, man habe das Spiel verloren, um so andere zum Verlieren zu bringen. Beispielsweise hat jeder Leser dieses Artikels zwangsläufig The Game verloren. Er kann also als ein solcher Hinweis gesehen werden.
The Game war vor allem im englischsprachigen Raum in den Jahren nach 2007 bekannt, hat sich durch das Internet aber auch weltweit verbreitet. Es war besonders an amerikanischen Schulen und Hochschulen populär.

## Das Spiel
Es werden folgende Grundregeln für The Game angegeben, die auch variiert und präzisiert werden:
1. Jeder spielt das Spiel.
2. Wer über das Spiel nachdenkt, verliert.
3. Wer das Spiel verliert, muss dies mindestens einer Person mitteilen.

Es gibt keine allgemein anerkannte Möglichkeit, das Spiel zu gewinnen; die Spieler können nur versuchen, solange wie möglich nicht zu verlieren. Manchmal wurde davon gesprochen, dass man das Spiel gewonnen hätte, wenn die Queen öffentlich verkündet hätte das Spiel verloren zu haben. Die Ergänzung „[beispielsweise] durch eine Notiz, weitergereicht in der Klasse an leicht erregbare Freunde“ zur dritten Regel zeigt, dass es hauptsächlich um die Schadenfreude geht, andere verlieren zu sehen.
Hat man sich an das Spiel erinnert und dies bekanntgegeben, bleibt einem eine gewisse Zeit (zwischen drei Sekunden und einer halben Stunde), um das Spiel wieder aus dem Bewusstsein zu verlieren – und damit automatisch das Spiel weiterzuspielen. Dass man auf diese Weise das Spiel immer und immer wieder verliere, sei „der ganze perverse springende Punkt eines ansonsten sinnlosen Strebens“, schreibt die Zeitung The Kansas City Star. Der interviewte Popkulturexperte J. Fred MacDonald meint dazu: „Ich habe keine Zweifel, dass Vladimir und Estragon in Warten auf Godot darüber hätten sprechen können“.

## Erscheinungsformen

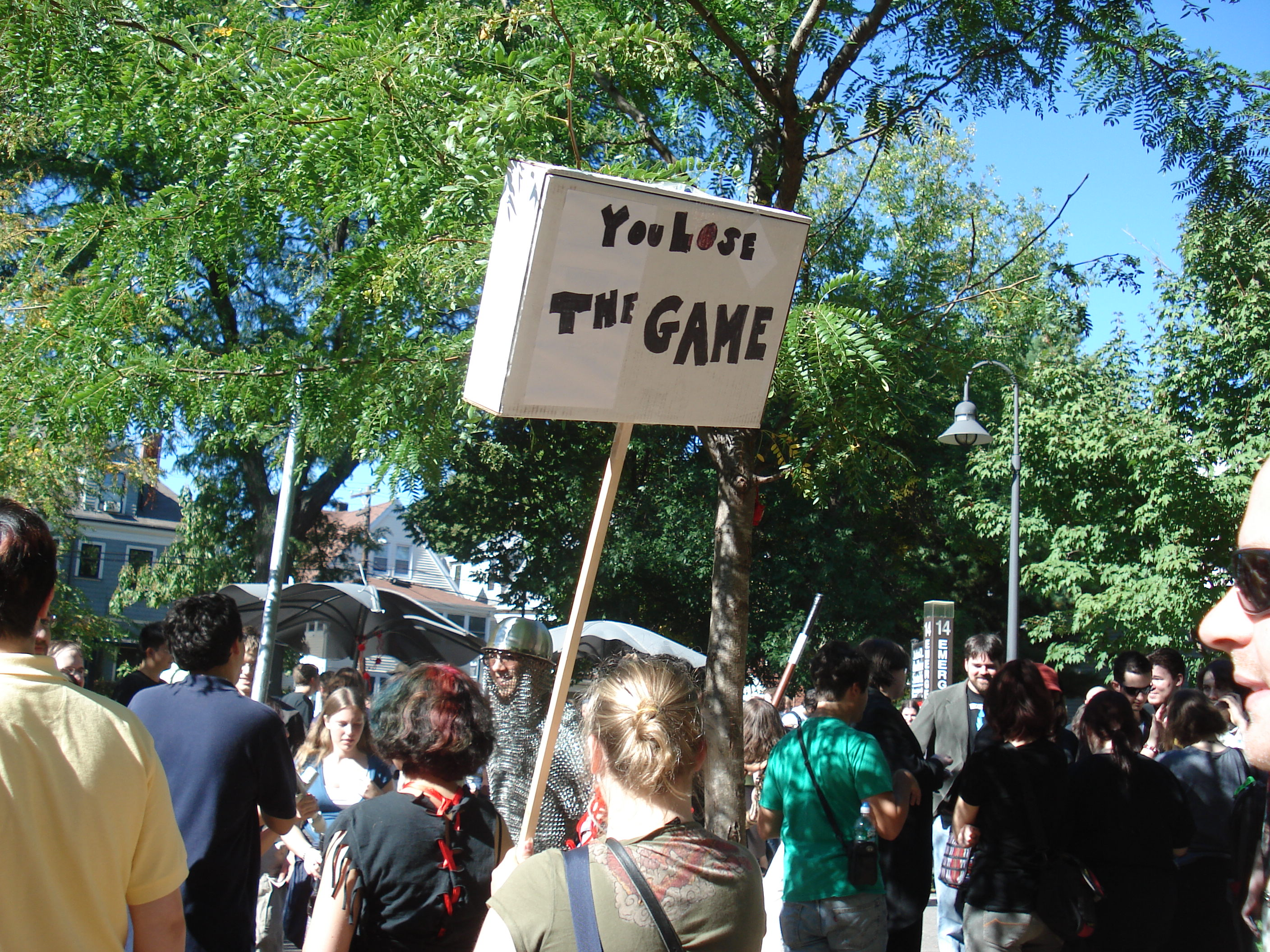
Wer dieses Schild liest, hat The Game verloren

Da das Spiel nicht zu gewinnen ist, entwickeln die Spieler Strategien, um andere zum Verlieren zu bringen: Sie schreiben zum Beispiel Haftnotizen mit der Mitteilung “You lost” („Du hast verloren“), sprühen Graffiti auf Brücken oder beschreiben Geldscheine mit Hinweisen auf eine Website, die sich mit The Game befasst. Schüler erzählen, wie ihnen als Gruppe in einem Einkaufszentrum das Spiel einfiel, worauf sie dies laut kundgaben. „Dann hörten wir ein paar Leute, einfach irgendwelche Leute im Laden, es sagen, was ziemlich amüsant war.“ Unzählige Hinweise, wie auch Meldungen über das Verlieren des Spiels, werden über Facebook und Twitter verbreitet. Inzwischen werden T-Shirts, Buttons, Autoaufkleber, Tassen und Poster über The Game hergestellt, verschiedene Webseiten befassen sich mit dem Phänomen. Als Teil der Netzkultur wird es auch von Webcomics aufgegriffen: Reallifecomics beschrieb die Spielregeln im November 2007; im März 2008 veröffentlichte xkcd einen Strip mit der kurzen Mitteilung: “You just won The Game. It’s okay! You’re free!” (deutsch: „Du hast soeben das Spiel gewonnen. Es ist in Ordnung! Du bist frei!“)

## Herkunft
Die Ursprünge des Spiels sind unbekannt. Als möglicher Ursprung werden unter anderem zwei Männer angegeben, die den letzten Zug verpassten und die ganze Nacht am Bahnsteig hätten verbringen müssen. Sie hätten versucht, nicht über ihre Lage nachzudenken, und wer immer es als erstes tat, habe verloren. Die erste belegte Erwähnung des Spiels im Internet stammt aus dem Jahre 2001.
Das Spiel ist ein Beispiel für die Theorie der Ironischen Prozesse, auch bekannt unter dem Namen White Bear Phenomenon („Weißer-Bär-Phänomen“), nach welcher der Versuch, einen bestimmten Gedanken zu vermeiden, diesen viel beharrlicher macht. Ein klassisches Beispiel für ironische Prozesse ist Fjodor Dostojewskis Ausspruch aus seinem Reisebericht Winterliche Aufzeichnungen über sommerliche Eindrücke von 1863: „Stelle dir selbst diese Aufgabe: Denke nicht an einen Eisbären, und du wirst sehen, dass dieses verfluchte Ding jede Minute in deinem Kopf sein wird.“